# Bataille de Geronium
Deuxième guerre punique
La bataille de Geronium (ou Gereonium) a lieu dans le cadre de la deuxième guerre punique. Elle se tient fin 217 av. J.-C., aux murs de la ville italienne qui lui donne son nom. S'affrontent, du côté punique Hannibal, et Minucius du côté romain.

## Récit
Hannibal, arrivé en Italie par les Alpes l'année précédente (218), a remporté les batailles du Tessin (novembre 218), de la Trébie (décembre 218) et du lac Trasimène (juin ou avril 217). Le début de la guerre a donc été très favorable à Carthage et Rome est en situation de crise. Comme c'est habituel dans ces moments-là, on nomme un dictateur (Fabius, dit le Temporisateur : Cunctator) et son maître de cavalerie (Minucius). Pour la première fois, ce ne sont pas les consuls qui les désignent mais les comices centuriates.
Pour passer l'hiver, Hannibal et son armée s'installent dans la ville de Geronium, en Apulie. Il demande des renforts à Carthage, qui refuse. Fabius est rappelé à Rome pour des affaires religieuses et laisse le commandement à Minucius, en lui conseillant la prudence. Minucius, cependant, veut une victoire personnelle et s'attaque aux murs de la ville. C'est une victoire en demi-teinte, les pertes sont à peu près équivalentes dans les deux camps.

## Conséquences
À Rome cependant, le clan hostile à Fabius va transformer cela en vraie victoire. Pour diminuer le pouvoir du dictateur, on lui demande de partager son pouvoir avec son maître de cavalerie. À la suite d'un plébiscite réclamé par un tribun de la plèbe, Marcus Metilius, Minucius est nommé dictateur aux côtés de Fabius. Pour la première fois Rome a en même temps deux dictateurs.
Les troupes sont divisées et Minucius établit son camp à part. Hannibal saisit l'occasion pour l'attaquer. Fabius secourt son ancien maître de cavalerie, qui en reconnaissance rejette son titre de dictateur.